# 파비우 산투스 호메우
파비우 산투스 호메우 (1985년 9월 16일 ~ )는 브라질의 축구 선수이다.

## 통계
| 브라질 | 브라질 | 브라질 |
| 연도   | 출전   | 골     |
| ------ | ------ | ------ |
| 2012   | 3      | 0      |
| 합계   | 3      | 0      |